# Liste der Baudenkmäler im Kölner Stadtteil Weidenpesch
Die folgende Liste enthält die in der Denkmalliste ausgewiesenen Baudenkmäler auf dem Gebiet des Stadtteils Köln-Weidenpesch, Stadtbezirk Köln-Nippes, Nordrhein-Westfalen.
Hinweis: Die Reihenfolge der Baudenkmäler in dieser Liste orientiert sich an den Straßennamen und ist alternativ nach Hausnummern, Denkmallistennummer oder Bezeichnung sortierbar.
Basis ist die offizielle Kölner Denkmalliste (Stand: 16. August 2012), die Baudenkmäler und Denkmalbereiche auflistet. Dabei kann es sich beispielsweise um Sakralbauten, Wohn- und Fachwerkhäuser, historische Gutshöfe und Adelsbauten, Industrieanlagen, Wegekreuze und andere Kleindenkmäler sowie Grabmale und Grabstätten, die eine besondere Bedeutung für die Geschichte Kölns haben, handeln. Grundlage für die Aufnahme in die offiziellen Denkmallisten ist das Denkmalschutzgesetz Nordrhein Westfalens.

| Bild                           | Bezeichnung                                                                                | Lage                                     | Beschreibung                | Bauzeit | Einge- tragen seit | Denk- mal- nr. |
| ------------------------------ | ------------------------------------------------------------------------------------------ | ---------------------------------------- | --------------------------- | ------- | ------------------ | -------------- |
| Fotos hochladen                | Wohnhaus                                                                                   | Weidenpesch Floriansgasse 13             |                             |         | 24. Januar 1994    | 7029           |
| Fotos hochladen                | Wohnhaus                                                                                   | Weidenpesch Floriansgasse 17             |                             |         | 24. Januar 1994    | 7030           |
| Fotos hochladen                | Wohnhaus                                                                                   | Weidenpesch Ginsterpfad 1                |                             |         | 30. Oktober 1986   | 3946           |
| Fotos hochladen                | Wohnhaus                                                                                   | Weidenpesch Ginsterpfad 4                |                             |         | 21. Oktober 1987   | 4314           |
| Fotos hochladen                | Wohnhaus                                                                                   | Weidenpesch Jesuitengasse 65–67          |                             |         | 16. April 1986     | 3567           |
| Fotos hochladen                | Kleindenkmal (Wegekreuz)                                                                   | Weidenpesch Jesuitengasse o. Nr.         |                             |         | 1. Juli 1980       | 428            |
| Fotos hochladen                | Kirche Heiliges Kreuz                                                                      | Weidenpesch Kapuzinerstr. o. Nr.         | Architekt Heinrich Bartmann | 1932    | 10. Januar 1983    | 1249           |
| Fotos hochladen                | Siedlungsbebauung (GWG Köln-Nord)                                                          | Weidenpesch Leuthenstr. 1–3              |                             |         | 21. August 1995    | 7614           |
| Fotos hochladen                | Siedlungsbebauung (GWG Köln-Nord)                                                          | Weidenpesch Leuthenstr. 2–4              |                             |         | 21. August 1995    | 7614           |
| Fotos hochladen                | ehem. Friedhof, Kriegerdenkmal, Gedenktafel, Grabkreuz                                     | Weidenpesch Leuthenstr. o. Nr.           |                             |         | 1. Juli 1980       | 433            |
| Fotos hochladen                | Wohnhaus (ehem. Verwalterhaus)                                                             | Weidenpesch Merheimer Str. 463           |                             |         | 1. Juli 1980       | 8419           |
| Fotos hochladen                | Wohnhaus (ehem. Gärtnerhaus)                                                               | Weidenpesch Merheimer Str. 465           |                             |         | 1. Juli 1980       | 8420           |
| Fotos hochladen                | Siedlungsbebauung (Weidenpesch)                                                            | Weidenpesch Merheimer Str. 464–478       |                             |         | 22. August 1994    | 7186           |
| Fotos hochladen                | Siedlungsbebauung (GWG Köln-Nord)                                                          | Weidenpesch Merheimer Str. 480–482       |                             |         | 21. August 1995    | 7614           |
| Fotos hochladen                | Ausbesserungswerk der KVB                                                                  | Weidenpesch Mönchsgasse 25               |                             |         | 18. Februar 1987   | 4051           |
| Fotos hochladen                | Siedlungsbebauung (Weidenpesch)                                                            | Weidenpesch Neusser Str. 517–521         |                             |         | 27. Mai 1994       | 7139           |
| Fotos hochladen                | Siedlungsbebauung (GWG Köln-Nord)                                                          | Weidenpesch Neusser Str. 523             |                             |         | 21. August 1995    | 7614           |
| Fotos hochladen                | Wohn- und Geschäftshaus                                                                    | Weidenpesch Neusser Str. 547–549         |                             | 1698    | 10. Januar 1984    | 1992           |
| Fotos hochladen                | Wohnhaus                                                                                   | Weidenpesch Neusser Str. 561             |                             |         | 17. August 1995    | 7601           |
| Fotos hochladen                | Wohnhaus                                                                                   | Weidenpesch Neusser Str. 572             |                             |         | 24. Juli 1995      | 7527           |
| Fotos hochladen                | Wohnhaus                                                                                   | Weidenpesch Neusser Str. 574             |                             |         | 2. Oktober 1984    | 2652           |
| Fotos hochladen                | Wohnhaus                                                                                   | Weidenpesch Neusser Str. 579             |                             |         | 17. August 1995    | 7602           |
| Fotos hochladen                | Wohn- und Geschäftshaus                                                                    | Weidenpesch Neusser Str. 592 a           |                             |         | 18. Mai 1995       | 7498           |
| Fotos hochladen                | Wohn- und Geschäftshaus                                                                    | Weidenpesch Neusser Str. 596             |                             |         | 4. März 1987       | 4055           |
| Fotos hochladen                | Wohn- und Geschäftshaus                                                                    | Weidenpesch Neusser Str. 609             |                             |         | 17. August 1995    | 7603           |
| Fotos hochladen                | Wohn- und Geschäftshaus                                                                    | Weidenpesch Neusser Str. 610–612         |                             |         | 13. Oktober 1995   | 7656           |
| Fotos hochladen                | Wohnhaus                                                                                   | Weidenpesch Neusser Str. 611             |                             |         | 14. Dezember 1981  | 871            |
| Fotos hochladen                | Wohnhaus                                                                                   | Weidenpesch Neusser Str. 626             |                             |         | 12. Dezember 1995  | 7699           |
| Fotos hochladen                | Wohn- und Geschäftshaus                                                                    | Weidenpesch Neusser Str. 628             |                             |         | 17. August 1995    | 7604           |
| Fotos hochladen                | Wegekapelle „Anna-Kapelle“                                                                 | Weidenpesch Neusser Str. o. Nr.          |                             |         | 1. Juli 1980       | 449            |
| Fotos hochladen                | Wohnhäuser, Pavillon, Tor und Platzanlage des Jakob Pallenbergs Arbeiterheim               | Weidenpesch Pallenbergheim 1–4           |                             |         | 1. Juli 1980       | 456            |
| Fotos hochladen                | Wohnhäuser, Pavillon, Tor und Platzanlage des Jakob Pallenbergs Arbeiterheim               | Weidenpesch Pallenbergheim 8–18          |                             |         | 1. Juli 1980       | 456            |
| Fotos hochladen                | Wohnhäuser, Pavillon, Tor und Platzanlage des Jakob Pallenbergs Arbeiterheim               | Weidenpesch Pallenbergheim 21–23         |                             |         | 1. Juli 1980       | 456            |
| Fotos hochladen                | Nordfriedhof mit Gebäuden und Einfriedung                                                  | Weidenpesch Pallenbergstr. 35            |                             |         | 1. Juli 1980       | 439            |
| weitere Bilder Fotos hochladen | Galopprennbahn Köln-Weidenpesch - Hofanlage (Rest), Kleindenkmal, Reitsportanlage/Rennbahn | Weidenpesch Rennbahnstr. 56              |                             |         | 12. April 1983     | 1437           |
| Fotos hochladen                | Fußballtribüne                                                                             | Weidenpesch Rennbahnstr. 56              |                             |         | 3. März 1989       | 4856           |
| Fotos hochladen                | Baumreihe                                                                                  | Weidenpesch Rennbahnstr. o. Nr.          |                             |         | 1. Juli 1980       | 457            |
| Fotos hochladen                | Weidenpescher Park/Kinderspielplatz                                                        | Weidenpesch Rennbahnstr. o. Nr.          |                             |         | 19. Mai 1989       | 5028           |
| Fotos hochladen                | Siedlungsbebauung (Weidenpesch)                                                            | Weidenpesch Roßbachstr. 1–9              |                             |         | 27. Mai 1994       | 7139           |
| Fotos hochladen                | Siedlungsbebauung (GWG Köln-Nord)                                                          | Weidenpesch Roßbachstr. 2–14             |                             |         | 21. August 1995    | 7614           |
| Fotos hochladen                | Siedlungsbebauung (Weidenpesch)                                                            | Weidenpesch Roßbachstr. 11–21            |                             |         | 22. August 1994    | 7186           |
| Fotos hochladen                | Baumreihe                                                                                  | Weidenpesch Roßbachstr. o. Nr.           |                             |         | 1. Juli 1980       | 459            |
| Fotos hochladen                | Hauptverteilergebäude                                                                      | Weidenpesch Scheibenstr. 16              |                             |         | 15. März 1996      | 7809           |
| weitere Bilder Fotos hochladen | Kirche St. Salvator und Gemeindebauten                                                     | Weidenpesch Schlesischer Platz 2 a Karte |                             |         | 13. Oktober 1995   | 7657           |
| Fotos hochladen                | Wohnhaus                                                                                   | Weidenpesch Schmiedegasse 34             |                             |         | 11. Januar 1996    | 7740           |
| Fotos hochladen                | Wohnhaus                                                                                   | Weidenpesch Schmiedegasse 47             |                             |         | 29. September 1981 | 775            |
| Fotos hochladen                | Kapelle Madonna im Grünen                                                                  | Weidenpesch Schmiedegasse o. Nr.         |                             |         | 12. September 1995 | 7648           |
| Fotos hochladen                | Wohnhaus                                                                                   | Weidenpesch Sportstr. 1                  |                             |         | 5. Juli 1989       | 5127           |
| Fotos hochladen                | Wohnhaus                                                                                   | Weidenpesch Sportstr. 7                  |                             |         | 21. August 1995    | 7618           |
| Fotos hochladen                | Wohnhaus                                                                                   | Weidenpesch Theklastr. 26                |                             |         | 24. Juli 1995      | 7524           |
| Fotos hochladen                | Siedlung (Weidenpesch)                                                                     | Weidenpesch Theklastr. 2–24              |                             |         | 15. März 1996      | 7812           |
| Fotos hochladen                | Allee                                                                                      | Weidenpesch Theklastr. o. Nr.            |                             |         | 1. Juli 1980       | 465            |